# Massospondylidae
Massospondylidae är en dinosauriefamilj som tillhör infraordning prosauropoder. Underornad familjen-Massospondylidae är bland annat släktet Massospondylus.

## Släkten
- †Adeopapposaurus
- †Borealoglacialisaurus
- †Coloradisaurus
- †Glacialisaurus
- †Hortalotarsus
- †Ignavusaurus
- †Leyesaurus
- †Lufengosaurus
- †Massospondylus
- †Ngwevu
- †Pradhania
- †Sarahsaurus